# La Martre
La Martre – miejscowość i gmina we Francji, w regionie Prowansja-Alpy-Lazurowe Wybrzeże, w departamencie Var.
Według danych na rok 1990 gminę zamieszkiwało 85 osób, a gęstość zaludnienia wynosiła 4 osoby/km² (wśród 963 gmin regionu Prowansja-Alpy-W. Lazurowe La Martre plasuje się na 707. miejscu pod względem liczby ludności, natomiast pod względem powierzchni na miejscu 469.).